# Экстаз святого Антония
«Экстаз святого Антония» (исп. Éxtasis de San Antonio Abad или исп. Muerte de san Antonio Abad) — картина маслом испанского художника Франциско Гойи (1746—1828), ранее приписываемая Франциско Байеу.

## История создания
Существуют две версии этой картины.
Меньшая, размером 47,2 × 38,8, была создана около 1771 года и находится в частной коллекции в Швейцарии или Мадриде.
Большая, размером 67 × 46 см, была создана около 1780 года и с 1925 года находится в Музее Сарагосы.
Картины являются копиями (с вариациями) произведения Коррадо Джаквинто, написанного в 1741—1742 годы.
Картина Джаквинто находилась в церкви монастыря бонифратров (костел св. Иоанна Каливита) на острове Тиберина.
В этом монастыре Гойя остановился во время пребывания в Риме.
Как Гойя, так и Франсиско Байеу сделали копии этой картины на этапе своего обучения.

## Описание
Картина изображает святого Антония Великого, называемого также Отшельником.
Святой сидит на скале в своём ските, когда перед ним появляется ангел, указывающий рукой на небо.
Лицо святого выражает сильные эмоции, экстаз, вызванный встречей с ангелом и предстоящей смертью.
У ног святого лежат чаша для воды, открытая и закрытая книга, а между ними череп — символы аскетизма и покаяния.
Сцена разворачивается в сумерках, в полумраке, идущий от ангела свет падает на святого.
Преобладают оттенки серого, охра сочетается с желчью и тёмно-зелёным.
Мазки свободные и энергичные, с точными и лёгкими импасто.
Композиция картины — диагональная.
Размеры произведения указывают на предназначение для оратория.
Поздняя версия картины демонстрирует более абстрактную технику, указывая на стилистическое и техническое развитие художника.

## Авторство
Авторство не подтверждена документально, так как подпись автора отсутствует.
Картина приписывалась таким художникам, как Франсиско Байеу, Мануэлю Байеу, Антонио Гонсалес Веласкесу, а также Гойе.
Музей Сарагосы приобрел картину в 1925; долгое время она считалась произведением Франсиско Байеу, созданным около 1753.
В 1992 Карлос Барбоса и Тереза Граса в публикации «Goya en el camino» высказались за авторство Гойи.
Этой же атрибуции придерживается «Guía del museo de Zaragoza» с 2003.
В 2016 году вновь было предпринято исследование, проведённое в Музее Сарагосы над произведениями сомнительного авторства.
К сотрудничеству была приглашена Мануэла Мена, директриса отдела консервации живописи XVIII века и произведений Франциско Гойи в Музее Прадо.
В мастерской мадридского музея картина была отреставрирована, в частности, очищен потемневший верникс, были выполнены радиография, рефлектография в ИК и анализ пигментов.
В результате этих процедур и проведённых исследований техники и стиля картина признана произведением Гойи.
Картина вернулась в Музей Сарагосы в мае 2017.

## Датировка
По словам Мануэлы Мена, версия из Сарагосы была создана приблизительно на 10 лет позже, чем первая, написанная, вероятно, с натуры в 1771 в Риме.
Возможна дата 1781 года, когда Гойя прибыл в родную Сарагосу из Мадрида.
От этого раннего периода творчества художника сохранилось мало произведений.
Стиль более поздней версии напоминает третью серию картонов для гобеленов, над которыми Гойя работал в 1778—1780 годах.
Тот же художественный эффект был достигнут при использовании меньшего количество мазков кистью.